# Пол Депри
Пол Депри е френски политик и дипломат.
Подписва Берлинския договор през 1878 г. като упълномощен представител, първа класа, директор на политическите дела във Външното министерство.
„Много способен мъж, една от колоните във Външното министерство, в течение на всички договори в последните двайсет години преди 1879, много разсъдлив и възприемчив.“